# Europaspiele 2023/Radsport
Bei den Europaspielen 2023 wurden vier Wettbewerbe im Radsport ausgetragen, davon pro Geschlecht einer in der Disziplin Park im BMX-Freestyle sowie jeweils ein Mountainbike-Rennen im olympischen Cross-Country. Diese galten zugleich als Europameisterschaften im Park bzw. im Cross-Country.

## Bilanz

### Medaillenspiegel
| Platz  | Land           | Gold | Silber | Bronze | Gesamt |
| ------ | -------------- | ---- | ------ | ------ | ------ |
| 1      | Großbritannien | 1    | –      | 1      | 2      |
| 2      | Niederlande    | 1    | —      | —      | 1      |
| 2      | Rumänien       | 1    | —      | —      | 1      |
| 2      | Tschechien     | 1    | —      | —      | 1      |
| 5      | Frankreich     | —    | 1      | 1      | 2      |
| 5      | Schweiz        | —    | 1      | 1      | 2      |
| 7      | Deutschland    | —    | 1      | —      | 1      |
| 7      | Österreich     | —    | 1      | —      | 1      |
| 9      | Italien        | —    | —      | 1      | 1      |
| Gesamt | Gesamt         | 4    | 4      | 4      | 12     |

### Medaillengewinner
| Disziplin            | Gold                   | Silber                   | Bronze              |
| -------------------- | ---------------------- | ------------------------ | ------------------- |
| Mountainbike         |                        |                          |                     |
| Männer Cross-Country | Vlad Dascălu (ROU)     | Lars Forster (SUI)       | Luca Braidot (ITA)  |
| Frauen Cross-Country | Puck Pieterse (NED)    | Mona Mitterwallner (AUT) | Sina Frei (SUI)     |
| BMX-Freestyle        |                        |                          |                     |
| Männer Park          | Kieran Reilly (GBR)    | Anthony Jeanjean (FRA)   | Declan Brooks (GBR) |
| Frauen Park          | Iveta Miculyčová (CZE) | Lea Müller (GER)         | Laury Perez (FRA)   |